# فالدكابل
والدكبل (بالألمانية: Waldkappel) هي بلدة، مدينة و بلدة ألمانية تقع في Werra-Meißner-Kreis في ألمانيا. يقدر عدد سكانها بـ 4,813 نسمة .

## المدن التوأمة
مدن كارهكس بليوجيور و Rijnwoude هي مدن توأمة لـوالدكبل.